# Autobahnknoten Łódź-Północ
Der Autobahnknoten Łódź-Północ (polnisch: Węzeł autostradowy Łódź-Północ) liegt nordöstlich der polnischen Stadt Łódź in der Woiwodschaft Łódź. Er verbindet die polnischen Autobahnen A1 und A2 miteinander und stellt den zweitgrößten Autobahnknoten Polens dar.

## Geschichte
Die erste Verbindungsrampe des zukünftigen Autobahnknotens wurde bereits 2008 im Rahmen der damaligen Umfahrung von Stryków realisiert, um eine Beseitigung des LKW-Verkehrs aus der Stadt zu ermöglichen. Es entstand ein 1,7 km langer Abschnitt der A2. Zudem wurde die westliche Fahrbahn der zukünftigen A1 gebaut, die als Verbindungsstück zur Landesstraße 14 bei Stryków geplant wurde. Die ca. fünf Kilometer lange Umfahrung kostete über 190 Mio. Złoty und wurde am 22. Dezember 2008 eröffnet. Alle im Verlauf der Umfahrung bereits errichteten Brückenbauwerke sollen Bestandteile der A1, A2 und des zukünftigen Autobahnknotens werden. Am 28. Mai 2010 wurde der Vertrag für den Bau des Autobahnknotens zwischen der GDDKiA und der Baufirma Budimex unterschrieben. Die Baukosten betrugen rund 307,56 Mio. Złoty. Die Fertigstellung erfolgte bis zum 30. November 2011. In den Planungs- und Bauunterlagen wird der Knoten noch als Węzeł autostradowy Stryków oder Węzeł autostradowy Stryków I bezeichnet. Dieser Name wurde bei einer Umbenennung zahlreicher Autobahnknoten in der Woiwodschaft Łódź am 20. Januar 2011 in den Namen Węzeł autostradowy Łódź-Północ geändert. Laut GDDKiA sollen die Umbenennungen einen Arbeitsfortschritt bei der Errichtung der Autobahnen und der Schnellstraßen erzwingen. Außerdem sollen die Bezeichnungen für Autofahrer, die von außerhalb der Region kommen, einfacher zu verstehen und zu verknüpfen sein. Im November 2011 wurden die wichtigsten Bauarbeiten abgeschlossen. Dazu zählte ein ca. fünf Kilometer langer Abschnitt der A1 und ein ca. zwei Kilometer langer Abschnitt der A2. Bis Mai 2012 erfolgten kleinere Arbeiten, wie die Aufbringung von Fahrbahnmarkierungen.

## Aktueller Stand
Seit dem 1. Juli 2016 kann der Knoten in alle Richtungen befahren werden.
Folgende Richtungen stehen zur Auswahl:
- Autobahn A1 in nördlicher Richtung über Kutno, Włocławek, Toruń und Grudziądz nach Danzig
- Autobahn A1 in südlicher Richtung über Piotrków Trybunalski, Częstochowa und Gliwice bis zur tschechischen Grenze
- Autobahn A2 in westlicher Richtung über Posen bis zur deutschen Grenze
- Autobahn A2 in östlicher Richtung bis nach Warschau

## Zukunft
Für das Jahr 2030 wird laut aktuellen Verkehrsprognosen eine Verkehrsstärke von 120.000 bis 130.000 Fahrzeugen täglich erwartet, die den Autobahnknoten in allen Richtungen befahren werden.

## Schema
Der Autobahnknoten ist aus einem halben Kleeblatt und aus einer halben Turbine aufgebaut. Es besteht aus 10 Brückenbauwerken und ist aus 8 Verbindungsrampen aufgebaut. Die Länge aller Verbindungsrampen und Fahrbahnen beträgt zusammen ungefähr 18 Kilometer.